# Lothar Knapp
Lothar Knapp (* 4. August 1929 in Erfurt; † 25. Oktober 2015 in Rom) war ein deutscher Romanist.

## Leben
Er studierte an der Humboldt-Universität und dann an der Universität Heidelberg, wo er am 14. Dezember 1961 bei Erich Köhler in Romanistik promovierte. Von 1975 bis 1996 lehrte er an der Universität Osnabrück als Professor für Romanische Literaturwissenschaft.

## Schriften (Auswahl)
- Paolo Volponi – Literatur als Spiegel der Geschichte. Italien von der nationalen Einigung bis zum Ende der Ersten Republik. Bielefeld 2010, ISBN 978-3-8376-1427-5.
- Herbst des Mittelalters und Frühe Neuzeit. Die spanische Literatur im Übergang zur Moderne. Oberhausen 2013, ISBN 978-3-89896-542-2.